# Wilson Da Costa
Wilson Da Costa (Luik, 28 februari 2007) is een Belgisch voetballer die onder contract ligt bij KRC Genk, hier komt hij uit voor Jong Genk, het belofte-elftal van de club. Da Costa speelt op de positie van flankaanvaller.

## Clubcarrière
Da Costa groeide op in Bressoux, een deelgemeente van de stad Luik. Op jonge leeftijd belandde hij in de jeugdopleiding van Standard Luik. Op 8-jarige leeftijd maakte Da Costa de overstap naar de jeugdopleiding van KRC Genk. Hij doorliep hier alle jeugdreeksen en werd in de zomer van 2023 opgenomen in de kern van Jong Genk, de beloften van de club die uitkomen in Eerste klasse B. Op zijn officieel debuut was het enkele maanden wachten, op 14 januari 2024 startte Da Costa in de basisopstelling voor de competitiewedstrijd tegen KMSK Deinze. Bijna had hij hier meteen zijn eerste doelpunt gemaakt, maar een poging van hem belandde op de paal. Jong Genk zou deze wedstrijd uiteindelijk winnend afsluiten met 3-2. Da Costa speelde zelf 81 minuten mee waarna hij werd gewisseld voor Adnane Abid.

## Clubstatistieken
| Seizoen         | Club            | Land            | Competitie      | Competitie | Competitie | Beker | Beker | Supercup | Supercup | Europees | Europees | Totaal | Totaal |
| Seizoen         | Club            | Land            | Competitie      | Wed.       | Dlp.       | Wed.  | Dlp.  | Wed.     | Dlp.     | Wed.     | Dlp.     | Wed.   | Dlp.   |
| --------------- | --------------- | --------------- | --------------- | ---------- | ---------- | ----- | ----- | -------- | -------- | -------- | -------- | ------ | ------ |
| 2023/24         | Jong Genk       | Vlag van België | Eerste klasse B | 13         | 1          | —     | —     | —        | —        | —        | —        | 13     | 1      |
| 2024/25         | Jong Genk       | Vlag van België | Eerste klasse B | 19         | 1          | —     | —     | —        | —        | —        | —        | 19     | 1      |
| Carrière totaal | Carrière totaal | Carrière totaal | Carrière totaal | 32         | 2          | 0     | 0     | 0        | 0        | 0        | 0        | 32     | 2      |

Bijgewerkt op 25 mei 2025.
15 Claes  ·
50 Youndje ·
51 Brughmans ·
52 Da Costa ·
54 Onstein ·
55 Yoshinaga · 
56 De Wannemacker ·
57 Murenzi ·
58 Wamu · 
59 Mirisola ·
60 Lazar ·
61 Van Ingelgom ·
62 Cauwel ·
63 Wasinski ·
65 Akpan ·
66 Bafdili ·
68 Rabhi ·
71 Stevens ·
72 Barry ·
73 Mbavu ·
74 Nuozzi ·
75 Caicedo ·
76 Driessen ·
78 Lukanic ·
79 Nzoko ·
80 Touré ·
81 Boets ·
82 Vliegen ·
84 Sarfo ·
86 Haroun · 
87 Yasuda ·
89 Kim ·
Coach: Van Rumst